# 亥氏海菊蛤
亥氏海菊蛤（学名：Spondylus heidkeae），是莺蛤目海菊蛤科海菊蛤属的一种。主要分布于中国大陆，常以右壳顶部固着在岩石或珊瑚礁上。